# Ingvar Ericsson (Leichtathlet)

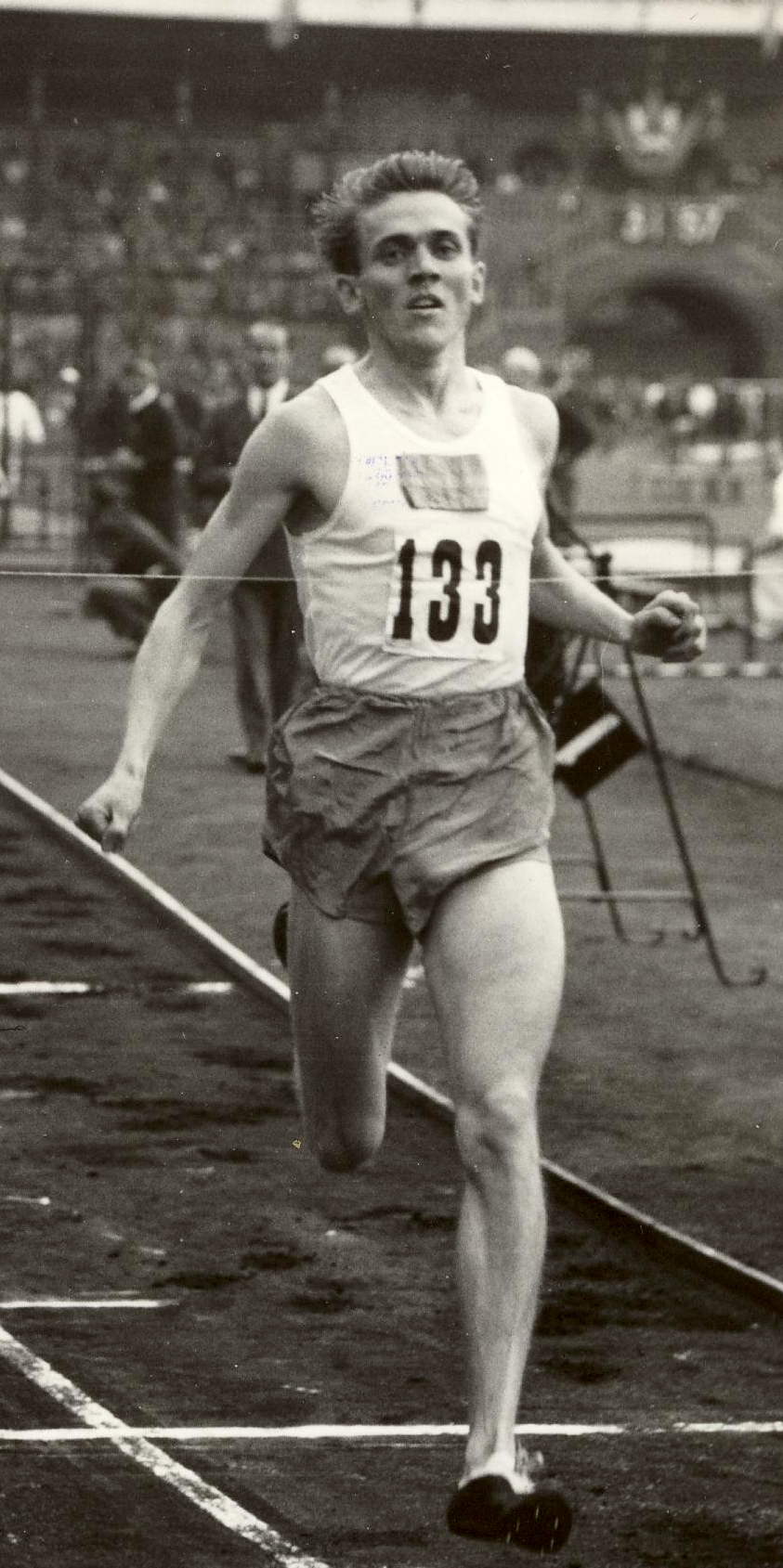
Ingvar Ericsson, 1954

Ingvar Ericsson (Ingvar Axel Harald Ericsson; * 31. August 1927 in Rinna, Boxholm; † 14. Mai 2020 in Stockholm) war ein schwedischer Mittelstreckenläufer, der sich auf die 1500-Meter-Distanz spezialisiert hatte.
Bei den Europameisterschaften 1950 in Brüssel wurde er Siebter, bei den Olympischen Spielen 1952 in Helsinki Achter und bei den Europameisterschaften 1954 in Bern Vierter.
Bei den Olympischen Spielen 1956 in Melbourne und bei den Europameisterschaften 1958 in Stockholm schied er im Vorlauf aus.
1952, 1954 und 1955 wurde er Schwedischer Meister.

## Persönliche Bestzeiten
- 1500 m: 3:41,2 min, 30. September 1956, Göteborg (ehemaliger schwedischer Rekord)
- 1 Meile: 4:00,4 min, 4. September 1957, Malmö